# Armée de terre de la république de Corée
L’Armée de terre de la république de Corée (ROK Army, ROKA, Coréen: 대한민국 육군, Hanja: 大韓民國 陸軍, romanisation révisée du coréen : Daehanminguk Yuk-gun) est la plus grande branche des Forces armées sud-coréennes avec un effectif de 464 000 en 2019 (495 000 en 2014, 520 000 hommes en 2010). Son effectif est maintenu notamment grâce à la conscription.
Elle est l'une des forces armées majeures de l'Asie tant quantitativement que qualitativement.

## Historique

### Formation
Le Gouvernement militaire de l'armée des États-Unis en Corée le 13 novembre 1945 a décidé de constitué un corps militaire de 25 000 soldats et le 13 décembre 1945 le quartier-général de la défense est fondé. Le 5 décembre 1945, le gouvernement militaire américain crée l’Académie militaire anglaise, afin de former les cadets à la défense. Il a sélectionné des jeunes hommes ayant vécu des expériences militaires au Japon, en Mandchourie et en Chine en majorité de l'Armée de libération de Corée et de l'ancienne armée impériale japonaise. Cent dix élèves-officiers ont pris leurs fonctions après avoir achevé l’enseignement de base en anglais. Ces officiers étaient les fondateurs de la Force de défense nationale à Taenung, dans la province de Gyeonggi, le 15 janvier 1946.
La force de défense nationale a établi son 1er régiment de sécurité nationale à Tae-neung, à Séoul, en janvier 1946, ou un commandement de la sécurité nationale est établi le 1er février 1946, celui-ci devenant le ministère de la Défense nationale le 29 mars 1946. En novembre 1946, sont créés les 2e à 9e régiments dans chaque province.
En mai 1946, l'Académie militaire de sécurité de la défense nationale du sud-Cho-sun, créée à Tae-neung (Séoul), commence à former des officiers militaires en acceptant 88 cadets d'infanterie.
La 1re division d'infanterie est mise sur pied le 1er décembre 1947. Le 12 mai 1949, les 2e à 6e divisions sont créées, suivies le 10 juin de la 7e et du 20 mai de la 8e.
Le 15 aout 1948, lors de la formation officielle des forces armées de la république de Corée, la Force de défense nationale est renommée Armée de la république de Corée.

### Guerre de Corée

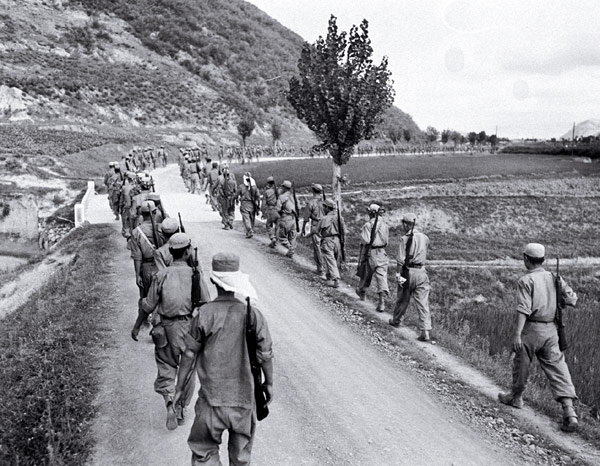
Fantassins sud-coréens lors de la bataille du périmètre de Busan en aout 1950.

À sa création, de nombreux militants communistes se sont infiltrés dans l'armée pour y implanter le communisme et susciter des émeutes en recourant à divers types de propagande. Plusieurs centaines de soldats désertent entre autres lors du soulèvement de Jeju. Plusieurs milliers de partisans venus du Nord effectuent des opérations de guérilla.
Le 25 juin 1950, lorsque 175 000 militaires de l'Armée populaire de Corée venue de Corée du Nord lancent une offensive généralisée, l'armée de terre comptait 94 808 militaires dont 64 697 soldats répartis dans 8 divisions d'infanterie avec un armement léger donné par les États-Unis d'une valeur totale pour l'ensemble des forces sud-coréennes de 57 millions de dollars américains auquel s'ajoute 87 millions de fournitures diverses :
- 27 halftracks
- 700 pièces d'artillerie (obusiers de 105 mm, mortiers de 60  et   81 mm)
- 140 canons antichars
- 1 900 bazookas de 60 mm
- 800 camions GMC CCKW et équivalent
- 1 300 jeep Willys MB
- ~ 2 000 mitrailleuses
- ~ 100 000 fusils et carabines M1

Quatre des divisions sont à la frontière regroupant 38 000 hommes, quatre à l'intérieur du pays dont trois faisant de lutte antiguérilla.
Pendant la guerre de Corée, l'armée de terre a sacrifié environ 257 000 soldats, dont 29% du personnel sous les drapeaux au déclenchement de celle-ci. Pour fournir des troupes et des interprètes aux divisions de l’US Army qui interviennent en Corée, un programme unique dans l'histoire militaire américaine est mis en place, le Korean Augmentation To the United States Army.

### Guerre du Vietnam

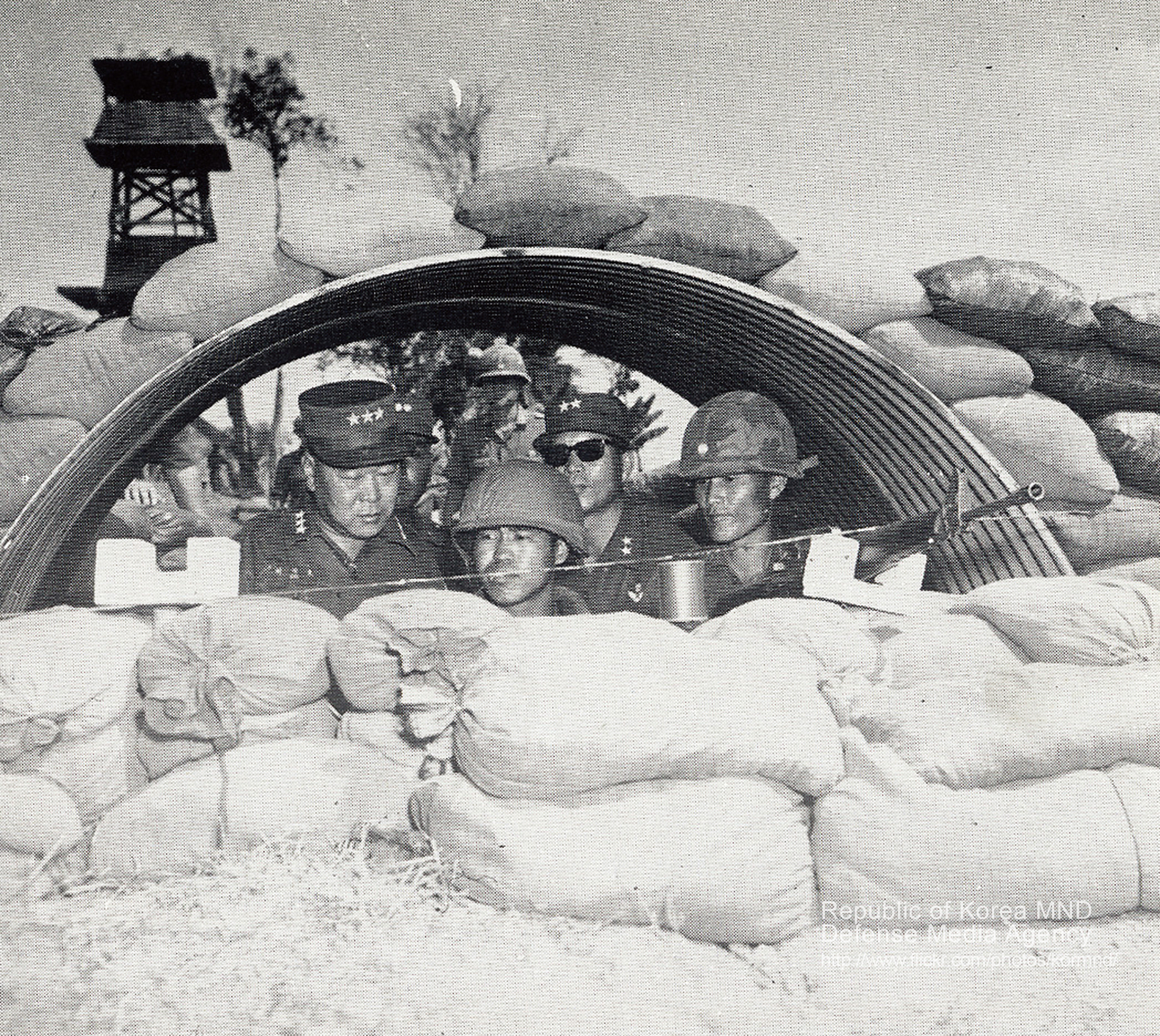
Un général dans une position de la 9e division d'infanterie au Vietnam.

Le président sud-coréen de l'époque, Syngman Rhee, avait offert d'envoyer des soldats au Vietnam dès 1954, mais sa proposition avait été refusée par le département d'État américain; les premiers sud-coréens à être envoyés en République du Viêt Nam, 10 ans plus tard, étaient des non-combattants: dix instructeurs de Taekwondo, accompagnés de trente-quatre officiers et quatre-vingt-seize engagés dans une unité de l'hôpital militaire coréen,.
Au total, entre le 22 septembre 1963 et le 30 avril 1975 et des opérations de combat entre 1965 et 1973, 312 853 soldats sud-coréens de l'armée de terre et des Marines ont servi au Vietnam ayant des pertes officiels de 4 687 tués et plus de 5 000 blessés, ils fournirent le deuxième plus important contingent étrangers derrière celui des États-Unis; le ministère de la Culture et de la Communication vietnamien estime qu'ils ont tué 41 000 soldats nord-vietnamiens et 5 000 civils. Les troupes sud-coréennes étaient handicapées par leur manque de connaissance des langues utilisées dans le pays et de l'anglais, la langue utilisée par leurs alliés.

## Doctrine et organisation
Sa mission première est de défendre le territoire national sud-coréen contre ses ennemis, notamment la Corée du Nord. Elle est organisée jusqu’aux années 2010 de trois groupes d'armées, chacune comprenant ses propres quartiers-généraux et étant divisée en corps d'armée et en divisions.
En mars 2014, en partie raison de l'évolution démographique, il a été décidé que ces effectifs passent de 498 000 à cette date à 387 000 en 2022. Le nombre de sous-officiers spécialisés passant 116 000 à 152 000, l'objectif étant que la qualité de la force professionnelle réduite compense la réduction des effectifs. Mais en octobre 2019, alors que les effectifs sont de 464 000 hommes, on annonce une baisse plus drastique et un effectif à 365 000 hommes d'ici 2022.
L'armée réorganise ses unités pour réduire le nombre de corps de huit à deux d'ici 2022, et les divisions de 38 à 33 d'ici 2025.

## Armement

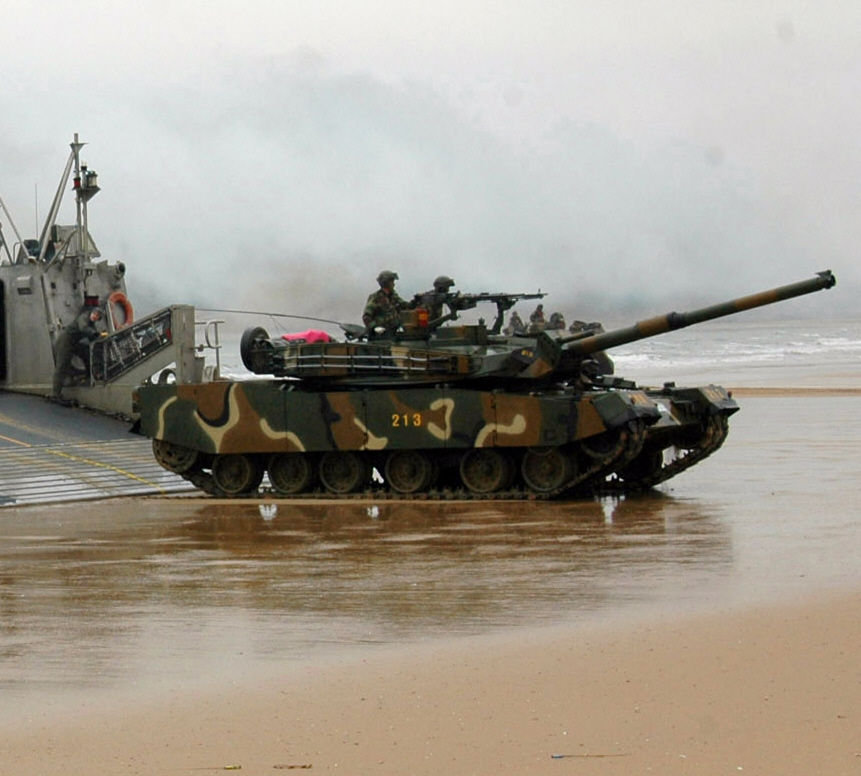
Char K1 sur une plage de débarquement en 2007.

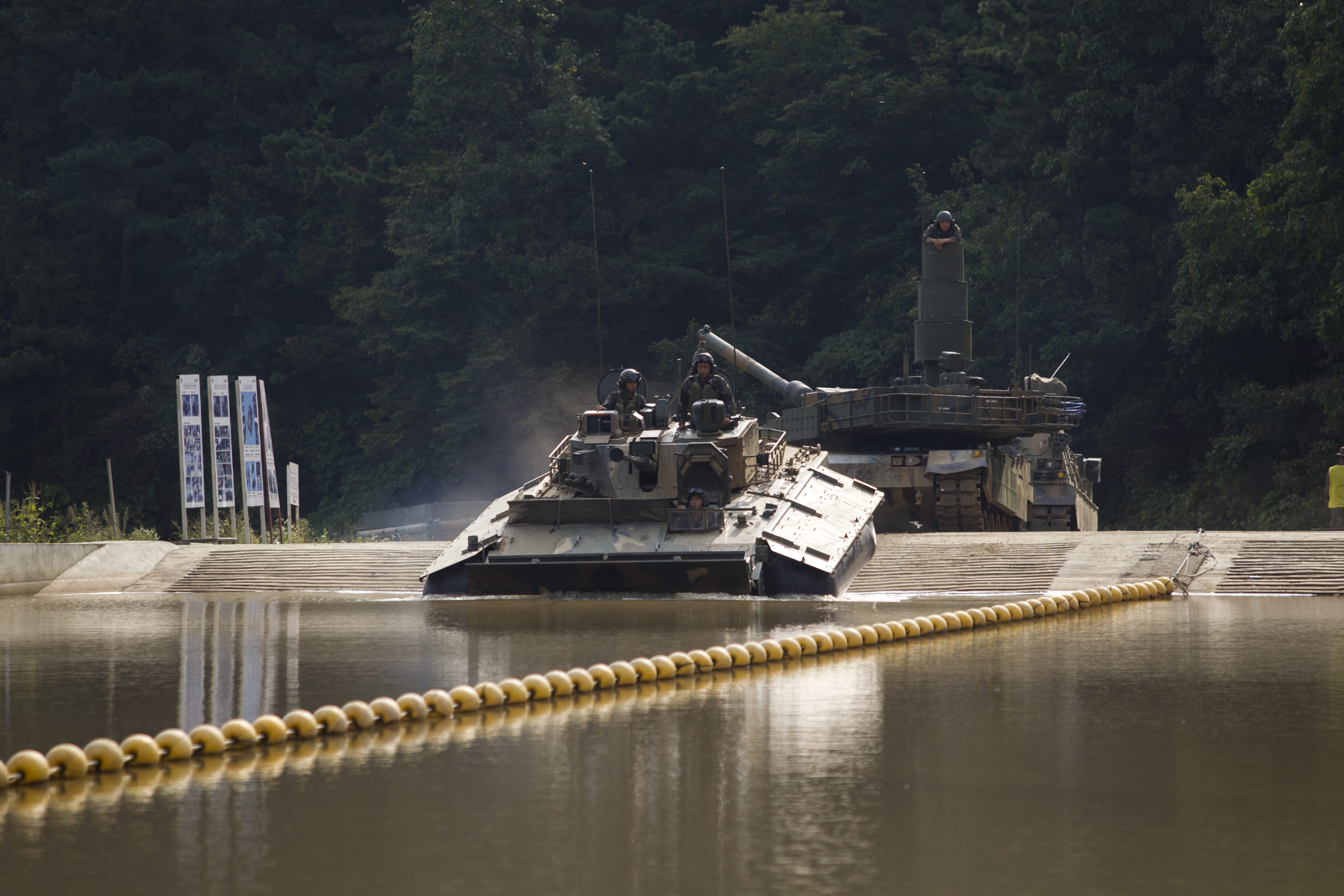
Char K21 en mode amphibie avec bouées latérales

En 2008, l'Armée de terre a un effectif de 506 000 militaires, effectifs en baisse depuis. Ses principaux matériels sont alors de 2 300 chars de combat, 2 600 véhicules blindés, 5 300 pièces d'artillerie et lance-roquettes multiple, 30 systèmes de missiles sol-sol, 600 hélicoptères.
Arme d'infanterie
- fusil d'assaut Daewoo K11 entré en service en 2010
- fusil d'assaut Daewoo K2 entré en service en 1984

Missiles
- Hyunmoo

Véhicules blindés
- - chars de combat : 2 300 dont
    - 1 027 K1 et K1A1 (pt),
    - 848 M48 Patton
    - 33 T-80
    - 600~ K2 Black Panther,

  - M113
  - BMP-3

Artillerie
- K9 Thunder

Hélicoptères
- Hughes MD 500 Defender
- Bell AH-1 Cobra, 36 en 2021[13]
- 245 KAI Surion prévu à partir de 2013, remplacera les Hughes MD 500
- 36 Boeing AH-64E Apache commandé en 2013[14], déclarés opérationnels en décembre 2018[15]. 36 autres envisagés en 2021 pour remplacer les Cobra, une centaine prévus au total

## Organisation

### Liste des unités
- 2e corps d'armée
- 3e corps d'armée
- 1re division d'infanterie
- 2e division d'infanterie
- 5e division d'infanterie
- 6e division d'infanterie

## Autres branches
- Armée de l'air de la république de Corée (대한민국 공군 ; 大韓民國空軍 ; Daehanminguk Gonggun)
- Marine de la république de Corée (대한민국 해군 ; 大韓民國海軍 ; Daehanminguk Haegun)
- Corps des Marines de la république de Corée (대한민국 해병대 ; 大韓民國海兵隊 ; Daehanminguk Haebyeongdae)